# ۵۷۵ (میلادی)

## زادروزها
- هراکلیوس، امپراتور آینده بیزانس. (تاریخ تقریبی)

## مرگ‌ها
- زیگبرت یکم، پادشاه اوسترازیا